# زمار (بلدة)
زمار بلدة سوريّة ومركز ناحية زمار تتبع إداريّاً لمحافظة حلب منطقة جبل سمعان ناحية زمار، بلغ تعداد سكانها 1,919 نسمة حسب التعداد السكاني لعام 2004.